# PTRH2
PTRH2 (англ. Peptidyl-tRNA hydrolase 2) – білок, який кодується однойменним геном, розташованим у людей на довгому плечі 17-ї хромосоми. Довжина поліпептидного ланцюга білка становить 179 амінокислот, а молекулярна маса — 19 194.
| 10         |  | 20         |  | 30         |  | 40         |  | 50         |
| ---------- |  | ---------- |  | ---------- |  | ---------- |  | ---------- |
| MPSKSLVMEY |  | LAHPSTLGLA |  | VGVACGMCLG |  | WSLRVCFGML |  | PKSKTSKTHT |
| DTESEASILG |  | DSGEYKMILV |  | VRNDLKMGKG |  | KVAAQCSHAA |  | VSAYKQIQRR |
| NPEMLKQWEY |  | CGQPKVVVKA |  | PDEETLIALL |  | AHAKMLGLTV |  | SLIQDAGRTQ |
| IAPGSQTVLG |  | IGPGPADLID |  | KVTGHLKLY  |  |            |  |            |

A: Аланін

C: Цистеїн

D: Аспарагінова кислота

E: Глутамінова кислота

F: Фенілаланін

G: Гліцин

H: Гістидин

I: Ізолейцин

K: Лізин

L: Лейцин

M: Метіонін

N: Аспарагін

P: Пролін

Q: Глутамін

R: Аргінін

S: Серин

T: Треонін

V: Валін

W: Триптофан

Кодований геном білок за функцією належить до гідролаз. 
Задіяний у такому біологічному процесі, як апоптоз. 
Локалізований у мітохондрії.